# Тангути
Тангутите са народност, сродна на тибетците. Те се заселват в Западен Съчуан и Гансу през 9 век и създават там своята държава Западна Ся, съществувала от 1036 до 1227 г.